# Pulkovo Aviation
Pulkovo Airlines est une compagnie aérienne russe basée à l'aéroport international Pulkovo. Elle a été créée en 1932 et fait partie de l'AITA depuis 2001. Elle fait partie des principales compagnies russes. Elle a été fusionnée le 29 octobre 2006 avec la compagnie Russia pour donner la compagnie STC RUSSIA, Россия en russe qui se prononce Rossiya nom actuel de la compagnie.

## Historique
- Cette compagnie porte le nom de la ville d'où elle opère : village et observatoire de Pulkovo. Elle fut créée le 24 juin 1932 lors de l'atterrissage de deux avions en provenance de Moscou sur l'aérodrome nouvellement construit de Chosseïnaïa (en russe Шоссейная) au sud de Leningrad. Le trafic s'intensifia rapidement et en 1939 l'aéroport de Chosseïnaïa desservait 29 destinations. Le nombre de passagers transportés était de 6 305. Le fret transporté représentait 708 tonnes, plus 333 tonnes de courrier.

- L'aéroport prit le nom de Pulkovo à la fin des années 1950. Ses deux terminaux sont si éloignés l'un de l'autre qu'on peut considérer qu'il s'agit en fait de deux aéroports distincts. Pulkovo Airlines a porté la livrée d'Aeroflot jusqu'à ce que l'ordre d'en changer fut donné en 1997 pour éviter toute confusion.

## Code data
- Association internationale du transport aérien AITA Code : FV
- Organisation de l'aviation civile internationale OACI Code : PLK
- Nom d'appel : Pulkovo

## Chiffres
- En 2003 elle employait environ 7 000 personnes. Au premier semestre de 2003, elle avait transporté 911 563 passagers, dont 515 720 sur les lignes intérieures et 395 843 à l'international (CEI comprise). Le fret transporté représente 3 753,6 tonnes, dont 3 138,5 t sur les lignes intérieures et 615,1 à l'international (CEI comprise) en augmentation de 34 % sur la même période de 2002.

## Destinations
La compagnie exploite 31 destinations régulières à travers la Russie ainsi que 66 destinations régulières à travers le monde :
- carte des destinations.

## Accidents et incidents
- Le 22 août 2006, Le vol 612 Pulkovo Airlines assuré par un Tupolev Tu-154 s'est écrasé. L'appareil assurait la liaison entre Anapa et Saint-Pétersbourg, il s'est écrasé près de la frontière russe alors qu'il survolait l'Ukraine. L'accident est dû à une erreur de pilotage lors d'un vol dans de mauvaises conditions météorologiques. 170 morts.

## Flotte
La compagnie exploite différents types d'avions d'origine russe et américaine :
- Boeing 737-500 (117 sièges)
- Tupolev Tu-134 (72 à 84 sièges)
- Tupolev Tu-154 (160 à 180 sièges)
- Iliouchine Il-86 (350 sièges)